# انریکو ماتایی
انریکو ماتایی (به ایتالیایی: Enrico Mattei) (زاده ۲۹ آوریل ۱۹۰۶ – درگذشته ۲۷ اکتبر ۱۹۶۲) سیاستمدار، کارآفرین و مدیر ارشد اجرایی اهل ایتالیا بود، که در سال ۱۹۵۳ شرکت نفتی انی را تأسیس نمود.